# China Open 2013 - Qualificazioni singolare femminile
Le qualificazioni del singolare femminile del China Open 2013 sono state un torneo di tennis preliminare per accedere alla fase finale della manifestazione. I vincitori dell'ultimo turno sono entrati di diritto nel tabellone principale. In caso di ritiro di uno o più giocatori aventi diritto a questi sono subentrati i lucky loser, ossia i giocatori che hanno perso nell'ultimo turno ma che avevano una classifica più alta rispetto agli altri partecipanti che avevano comunque perso nel turno finale.

## Teste di serie
1. Eugenie Bouchard (Qualificata)
2. Marina Eraković (ultimo turno)
3. Kimiko Date-Krumm (ritirata, ultimo turno)
4. Lourdes Domínguez Lino (ultimo turno)
5. Paula Ormaechea (primo turno)
6. Lesja Curenko (ultimo turno)
7. Karolína Plíšková (ultimo turno)
8. Caroline Garcia (primo turno)

1. María Teresa Torró Flor (primo turno)
2. Jaroslava Švedova (ultimo turno)
3. Galina Voskoboeva (Qualificata)
4. Chanelle Scheepers (Qualificata)
5. Polona Hercog (Qualificata)
6. Lauren Davis (Qualificata)
7. Johanna Larsson (primo turno)
8. Shahar Peer (primo turno)

## Qualificate
1. Eugenie Bouchard
2. Galina Voskoboeva
3. Misaki Doi
4. Polona Hercog

1. Sharon Fichman
2. Chanelle Scheepers
3. Lauren Davis
4. Sílvia Soler Espinosa

## Tabellone

### Legenda
| - Q = Qualificato - WC = Wild card - LL = Lucky loser | - ALT = Alternate - SE = Special Exempt - PR = Protected Ranking | - w/o = Walkover - r = Ritirato - d = Squalificato |

### Sezione 1
|  | Primo turno | Primo turno      | Primo turno      | Primo turno | Primo turno |  |  | Ultimo turno | Ultimo turno     | Ultimo turno | Ultimo turno | Ultimo turno |  |
|  |             |                  |                  |             |             |  |  |              |                  |              |              |              |  |
|  | 1           | Eugenie Bouchard | Eugenie Bouchard | 6           | 6           |  |  |              |                  |              |              |              |  |
|  | WC          | Zheng Saisai     | Zheng Saisai     | 2           | 3           |  |  | 1            | Eugenie Bouchard | 4            | 6            | 6            |  |
|  |             | Anna Schmiedlová | Anna Schmiedlová | 6           | 6           |  |  |              | Anna Schmiedlová | 6            | 0            | 3            |  |
|  | 15          | Johanna Larsson  | Johanna Larsson  | 4           | 3           |  |  |              |                  |              |              |              |  |

### Sezione 2
|  | Primo turno | Primo turno       | Primo turno | Primo turno | Primo turno |  |  | Ultimo turno | Ultimo turno      | Ultimo turno      | Ultimo turno | Ultimo turno |  |
|  |             |                   |             |             |             |  |  |              |                   |                   |              |              |  |
|  | 2           | Marina Eraković   | 6           | 64          | 6           |  |  |              |                   |                   |              |              |  |
|  |             | Vesna Dolonc      | 1           | 7           | 2           |  |  | 2            | Marina Eraković   | Marina Eraković   | 2            | 2            |  |
|  |             | Petra Cetkovská   | 2           | 6           | 2           |  |  | 11           | Galina Voskoboeva | Galina Voskoboeva | 6            | 6            |  |
|  | 11          | Galina Voskoboeva | 6           | 2           | 6           |  |  |              |                   |                   |              |              |  |

### Sezione 3
|  | Primo turno | Primo turno       | Primo turno       | Primo turno | Primo turno |  |  | Ultimo turno | Ultimo turno      | Ultimo turno | Ultimo turno | Ultimo turno |  |
|  |             |                   |                   |             |             |  |  |              |                   |              |              |              |  |
|  | 3           | Kimiko Date-Krumm | Kimiko Date-Krumm | 6           | 6           |  |  |              |                   |              |              |              |  |
|  |             | Julia Glushko     | Julia Glushko     | 2           | 1           |  |  | 3            | Kimiko Date-Krumm | 65           | 2            | r            |  |
|  |             | Misaki Doi        | 3                 | 6           | 6           |  |  |              | Misaki Doi        | 7            | 4            |              |  |
|  | 16          | Shahar Peer       | 6                 | 3           | 0           |  |  |              |                   |              |              |              |  |

### Sezione 4
|  | Primo turno | Primo turno            | Primo turno   | Primo turno | Primo turno |  |  | Ultimo turno | Ultimo turno           | Ultimo turno           | Ultimo turno | Ultimo turno |  |
|  |             |                        |               |             |             |  |  |              |                        |                        |              |              |  |
|  | 4           | Lourdes Domínguez Lino | 65            | 6           | 6           |  |  |              |                        |                        |              |              |  |
|  | WC          | Duan Yingying          | 7             | 4           | 3           |  |  | 4            | Lourdes Domínguez Lino | Lourdes Domínguez Lino | 4            | 3            |  |
|  | WC          | Wang Qiang             | Wang Qiang    | 4           | 3           |  |  | 13           | Polona Hercog          | Polona Hercog          | 6            | 6            |  |
|  | 13          | Polona Hercog          | Polona Hercog | 6           | 6           |  |  |              |                        |                        |              |              |  |

### Sezione 5
|  | Primo turno | Primo turno             | Primo turno             | Primo turno | Primo turno |  |  | Ultimo turno | Ultimo turno      | Ultimo turno | Ultimo turno | Ultimo turno |  |
|  |             |                         |                         |             |             |  |  |              |                   |              |              |              |  |
|  | 5           | Paula Ormaechea         | 4                       | 7           | 3           |  |  |              |                   |              |              |              |  |
|  |             | Sharon Fichman          | 6                       | 5           | 6           |  |  |              | Sharon Fichman    | 4            | 7            | 6            |  |
|  |             | Anabel Medina Garrigues | Anabel Medina Garrigues | 2           | 69          |  |  | 10           | Jaroslava Švedova | 6            | 65           | 4            |  |
|  | 10          | Jaroslava Švedova       | Jaroslava Švedova       | 6           | 7           |  |  |              |                   |              |              |              |  |

### Sezione 6
|  | Primo turno | Primo turno        | Primo turno        | Primo turno | Primo turno |  |  | Ultimo turno | Ultimo turno       | Ultimo turno       | Ultimo turno | Ultimo turno |  |
|  |             |                    |                    |             |             |  |  |              |                    |                    |              |              |  |
|  | 6           | Lesja Curenko      | Lesja Curenko      | 6           | 6           |  |  |              |                    |                    |              |              |  |
|  |             | Cvetana Pironkova  | Cvetana Pironkova  | 4           | 4           |  |  | 6            | Lesja Curenko      | Lesja Curenko      | 4            | 4            |  |
|  |             | Petra Martić       | Petra Martić       | 3           | 3           |  |  | 12           | Chanelle Scheepers | Chanelle Scheepers | 6            | 6            |  |
|  | 12          | Chanelle Scheepers | Chanelle Scheepers | 6           | 6           |  |  |              |                    |                    |              |              |  |

### Sezione 7
|  | Primo turno | Primo turno       | Primo turno       | Primo turno | Primo turno |  |  | Ultimo turno | Ultimo turno      | Ultimo turno      | Ultimo turno | Ultimo turno |  |
|  |             |                   |                   |             |             |  |  |              |                   |                   |              |              |  |
|  | 7           | Karolína Plíšková | Karolína Plíšková | 6           | 7           |  |  |              |                   |                   |              |              |  |
|  |             | Kurumi Nara       | Kurumi Nara       | 4           | 5           |  |  | 7            | Karolína Plíšková | Karolína Plíšková | 5            | 63           |  |
|  | WC          | Zhang Yuxuan      | 7                 | 3           | 3           |  |  | 14           | Lauren Davis      | Lauren Davis      | 7            | 7            |  |
|  | 14          | Lauren Davis      | 5                 | 6           | 6           |  |  |              |                   |                   |              |              |  |

### Sezione 8
|  | Primo turno | Primo turno             | Primo turno             | Primo turno | Primo turno |  |  | Ultimo turno          | Ultimo turno          | Ultimo turno | Ultimo turno | Ultimo turno |  |
|  |             |                         |                         |             |             |  |  |                       |                       |              |              |              |  |
|  | 8           | Caroline Garcia         | Caroline Garcia         | 1           | 1           |  |  |                       |                       |              |              |              |  |
|  |             | Virginie Razzano        | Virginie Razzano        | 6           | 6           |  |  | Virginie Razzano      | Virginie Razzano      | 6            | 5            | r            |  |
|  |             | Sílvia Soler Espinosa   | Sílvia Soler Espinosa   | 6           | 6           |  |  | Sílvia Soler Espinosa | Sílvia Soler Espinosa | 2            | 7            |              |  |
|  | 9           | María Teresa Torró Flor | María Teresa Torró Flor | 1           | 1           |  |  |                       |                       |              |              |              |  |